# Dipodomys nitratoides
Dipodomys nitratoides — вид гризунів родини Heteromyidae. Він ендемічний для районів у долині Сан-Хоакін у Каліфорнії та поблизу неї в Сполучених Штатах.

## Опис
Dipodomys nitratoides є найменшим у своєму роді і має довжину голови та тіла приблизно 10 см. Як і в інших представників роду, його хвіст, який закінчується великим пучком хутра, довший за голову й тулуб разом узяті. D. nitratoides не бігають, а використовують свої потужні задні кінцівки, щоб стрибати, як у кенгуру, використовуючи хвіст для рівноваги, коли вони рухаються в межах. Малі передні ноги використовуються для маніпулювання їжею. Хутро верхньої частини тіла цього виду жовтувате, а нижньої – біле.

## Екологія
Вид веде нічний спосіб життя і демонструє максимальний рівень активності незабаром після заходу сонця. У ночі з місяцем він у три рази менш активний, ніж у безмісячні; він більш активний на відкритому повітрі в безмісячні ночі, тримаючись у тіні рослинності, коли світить місяць. Харчується здебільшого насінням, яке запихає у свої защічні мішечки, щоб транспортувати їх назад до нори, щоб поїсти або сховати. Для риття нори вибирає пухкий ґрунт. Розмноження може відбуватися тричі на рік, з виводками до п’яти дитинчат, а період вагітності становить близько одного місяця.